# John Danks
Pour les articles homonymes, voir Danks.
John William Danks (né le 15 avril 1985 à Austin, Texas, États-Unis) est un ancien lanceur gaucher de baseball ayant évolué en Ligue majeure avec les White Sox de Chicago de 2007 à 2016. 
Il est le frère aîné du joueur de baseball Jordan Danks.

## Carrière
Après des études secondaires à la Round Rock High School de Round Rock (Texas), John Danks est repêché au premier tour (9e joueur réclamé au total) par les Rangers du Texas le 3 juin 2003.
Encore joueur de Ligues mineures, Danks est échangé aux White Sox de Chicago le 23 décembre 2006. Il débute en ligue majeure sous les couleurs des White Sox le 8 avril 2007. Danks signe une bonne entame de saison avec une fiche de cinq victoires pour six défaites, mais le cinquième lanceur de la rotation des White Sox devient moins consistant en deuxième partie de saison avec seulement une victoire pour sept défaites.
Confirmé au poste de lanceur partant en 2008, il ne déçoit pas en enregistrant 12 victoires pour 9 défaites et une moyenne de points mérités de 3,32 en 195 manches lancées.. C'est Danks qui est lanceur partant vainqueur lors du match de barrage contre les Twins du Minnesota en fin de saison 2008 pour accéder aux séries éliminatoires, alors qu'il ne donne que deux coups sûrs et aucun point en huit manches dans un triomphe de 1-0 de son équipe. Il est aussi le lanceur gagnant du 3e match de Série de divisions entre les White Sox et les Rays de Tampa Bay.
Danks aligne trois saisons gagnantes de suite en ajoutant des années de 13-11 et de 15-11 en 2009 et 2010, avec des moyennes de points mérités de 3,77 et 3,72 respectivement. Chaque fois, il amorce 32 rencontres et dépasse les 200 manches lancées. Il lance son premier match complet le 28 septembre 2009 et réussit son premier blanchissage le 8 juillet 2010.
En 2011, alors que les White Sox connaissent une mauvaise année, la fiche de Danks est de 8-12 avec 4,33 de moyenne en 27 départs et 170,1 manches au monticule.
En décembre 2011, les Sox lui accordent une prolongation de contrat de 65 millions de dollars pour 5 ans.
Il est limité 9 départs en 2012 et une opération à l'épaule gauche met fin à une courte saison de 3 victoires et 4 défaites au cours de laquelle sa moyenne de points mérités s'élève à 5,70 en 53 manches et deux tiers lancées.
En 2013, Danks ne remporte que 4 victoires contre 14 défaites en 22 départs. En 138 manches et un tiers lancées, sa moyenne s'élève à 4,75. La saison est marquée par une victoire sur les Rangers du Texas au cours de laquelle c'est son frère cadet Jordan qui frappe le coup de circuit qui place les White Sox en avant. C'est la première fois qu'un joueur frappe un circuit pour aider son frère lanceur depuis le circuit du receveur Billy Shantz pour le lanceur Bobby Shantz avec les Athletics de Kansas City le 5 juin 1955.

## Statistiques
| Saison | Équipe     | G   | GS  | CG | SHO | V  | D  | SV | IP    | SO  | ERA  |
| ------ | ---------- | --- | --- | -- | --- | -- | -- | -- | ----- | --- | ---- |
| 2007   | Chicago WS | 26  | 26  | 0  | 0   | 6  | 13 | 0  | 139.0 | 109 | 5,50 |
| 2008   | Chicago WS | 33  | 33  | 0  | 0   | 12 | 9  | 0  | 195.0 | 159 | 3,32 |
| 2009   | Chicago WS | 32  | 32  | 1  | 0   | 13 | 11 | 0  | 200.1 | 149 | 4,06 |
| 2010   | Chicago WS | 32  | 32  | 1  | 1   | 15 | 11 | 0  | 213.0 | 162 | 3,72 |
| Totaux | Totaux     | 123 | 123 | 2  | 1   | 46 | 44 | 0  | 747.1 | 579 | 3,96 |

| Saison | Équipe     | G | GS | CG | SHO | V | D | SV | IP  | SO | ERA  |
| ------ | ---------- | - | -- | -- | --- | - | - | -- | --- | -- | ---- |
| 2008   | Chicago WS | 1 | 1  | 0  | 0   | 0 | 1 | 0  | 6.2 | 7  | 4,05 |
| Totaux | Totaux     | 1 | 1  | 0  | 0   | 0 | 1 | 0  | 6.2 | 7  | 4,05 |

Note : G = Matches joués ; GS = Matches comme lanceur partant ; CG = Matches complets ; SHO = Blanchissages ; 
V = Victoires ; D = Défaites ; SV = Sauvetages ; IP = Manches lancées ; SO = Retraits sur des prises ; ERA = Moyenne de points mérités.